# 켄트 주립 대학교 총격사건

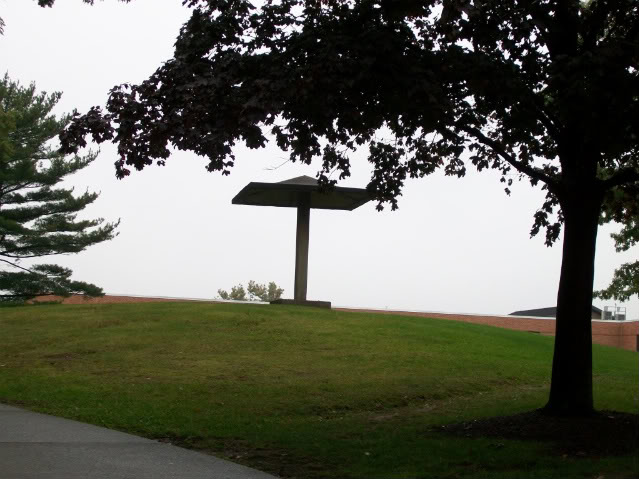

켄트 주립대 총격사건(Kent State shootings), 또는 5·4 학살(May 4 massacre), 켄트 주립대 학살(Kent State massacre)은 1970년 5월 5일 오하이오주 켄트시에 소재한 켄트 주립대학교에서 오하이오 국민위병이 비무장 학생시위대에게 실탄을 발포한 사건이다. 28명의 국민위병 병사들이 13초 동안 67발을 쏘았으며, 학생 4명이 죽고 9명이 부상당했다. 부상자 중 한 명은 영구 신체마비의 장애인이 되었다.
이 날 시위의 배경은 같은 해 4월 30일 리처드 닉슨 대통령이 당시 중립국이던 캄보디아에 대한 폭격전 수행(캄보디아 전역)을 발표한 것에 대한 항의였다. 사망한 학생들 중 2명만 시위 참여자였고 나머지 2명은 각각 구경꾼과 지나가던 학생이었다.
이 사건에 대한 반향으로 미국 전역의 수백 곳의 종합대, 전문대, 고등학교의 학생 400만 여명이 동맹휴학에 나섰다(1970년 동맹휴학). 이는 베트남 전쟁에서 미국의 역할 여론에도 영향을 미쳤다. 동맹휴학의 결과 만들어진 스크랜턴 위원회에서는 1970년 9월, 켄트 주립대에서의 국민위병의 총격이 정당화될 수 없다는 보고서를 작성했다.

## 주선
1. ↑  "These would be the first of many probes into what soon became known as the Kent State Massacre. Like the Boston Massacre almost exactly 200 years before (March 5, 1770), which it resembled, it was called a massacre not for the number of its victims but for the wanton manner in which they were shot down." Philip Caputo (2005년 5월 4일). “The Kent State Shootings, 35 Years Later”. NPR. 2007년 11월 9일에 확인함.
2. ↑  Rep. Tim Ryan (2007년 5월 4일). “Congressman Tim Ryan Gives Speech at 37th Commemoration of Kent State Massacre”. Congressional website of Rep. Tim Ryan (D-Ohio). 2007년 7월 25일에 원본 문서에서 보존된 문서. 2007년 11월 9일에 확인함.
3. ↑  John Lang (2000년 5월 4일). “The day the Vietnam War came home”. Scripps Howard News service. 2007년 11월 9일에 확인함.
4. ↑  Shots Still Reverberate For Survivors Of Kent State 'Dean Kahler, who was paralyzed during the shootings, went on to become a high school teacher and covered the events of May 4 in his classes' NPR News, May 3, 2010. Retrieved January 20, 2014.
5. ↑  Dean Kahler: Visitors' Center helps him move past May 4, 1970 보관됨 2017-10-24 - 웨이백 머신 'Dean Kahler, among the most severely wounded of the 13 Kent State students shot by the National Guard on May 4, 1970, tours the new May 4th Visitors' Center being dedicated this weekend' WKSU, May 3, 2013. Retrieved January 20, 2014.
6. ↑  “Sandy Scheuer”. 1970년 5월 4일. 2008년 11월 9일에 원본 문서에서 보존된 문서. 2013년 5월 12일에 확인함.
7. ↑  Lewis, Jerry M.; Thomas R. Hensley (Summer 1998). “The May 4 Shootings At Kent State University: The Search For Historical Accuracy”. 《Ohio Council for the Social Studies Review》 34 (1): 9–21. ISSN 1050-2130. OCLC 21431375. 2008년 5월 9일에 원본 문서 (Reprint)에서 보존된 문서. 2007년 4월 16일에 확인함.
8. ↑  Director: Joe Angio (2007년 2월 15일). 《Nixon a Presidency Revealed》 (television). History Channel.
9. ↑  “Weekly Highlight 03/05/2010 Kent State Shootings Site, Portage County, Ohio”.
10. ↑  The Report of the President's Commission on Campus Unrest. Washington, DC: U.S. Government Printing Office. 1970. 2013년 11월 17일에 확인함.

## 같이 보기
- 루드로 학살